# Bossa Nova Stories
Bossa Nova Stories è un album di Eliane Elias pubblicato nel 2009 dall'etichetta Blue Note Records. La registrazione della musica eseguita dal gruppo è stata realizzata e mixata presso gli Avatar Studios di New York, quella dell’orchestra è stata effettuata agli Abbey Road Studios di Londra. Il disco vede in due tracce la presenza della guest star Toots Thielemans all’armonica e quella di Ivan Lins che in un brano duetta con la Elias.

## Tracce
1. The Girl from Ipanema – 5:22 (testo: Vinícius de Moraes – musica: Antônio Carlos Jobim) – Norman Gimbel (testo inglese)
2. Chega de saudade – 3:22 (testo: Vinícius de Moraes – musica: Antônio Carlos Jobim)
3. The More I See You – 4:13 (testo: Mack Gordon – musica: Harry Warren)
4. They Can't Take That Away from Me – 3:47 (testo: Ira Gershwin – musica: George Gershwin)
5. Desafinado – 4:27 (Antônio Carlos Jobim e Newton Mendonça)
6. Estate (Summer) (feat. Toots Thielemans) – 5:20 (testo: Bruno Brighetti – musica: Bruno Martino)
7. Day In Day Out – 4:21 (testo: Rube Bloom – musica: Johnny Mercer)
8. I’m Not Alone (Who Loves You?) (feat. Ivan Lins) – 4:50 (testo: Will Jennings – musica: Ivan Lins)
9. Too Marvelous for Words – 3:55 (testo: Richard Whitings – musica: Johnny Mercer)
10. Superwoman (feat. Toots Thielemans) – 3:39 (Stevie Wonder)
11. Falsa baiana – 4:01 (Geraldo Pereira)
12. Minha saudade – 2:11 (testo: João Donato – musica: João Gilberto)
13. A rã (The Frog) – 4:14 (testo: João Donato – musica: Caetano Veloso)
14. Day by Day – 5:27 (testo: Sammy Cahn – musica: Axel Stordahl e Paul Weston)

## Musicisti
- Eliane Elias - pianoforte, voce
- Marc Johnson - contrabbasso
- Oscar Castro-Neves (eccetto tracce 7 e 13) - chitarra acustica
- Ricardo Vogt (tracce 7 e 13) - chitarra acustica
- Paulo Braga - batteria, percussioni

- Toots Thielemans – armonica (tracce 6 e 10)
- Ivan Lins – voce (traccia 8)